# Être vivant (film)
Pour plus de détails, voir Fiche technique et Distribution.
Être vivant est un documentaire français réalisé par Emmanuel Gras et sorti en 2013. Narration centrée sur la trajectoire et les pensées d'une personne sans-abri, son titre décrit « tout ce qu’il reste à une personne qui tombe à la rue ».

## Synopsis
Le court-métrage décrit la descente aux enfers d'une personne qui perd son logement, se coupe de ses proches et dépense les économies qu'il lui reste en hébergements et en repas, avant de devenir sans-abri (« tes derniers billets disparaissent en nuits d'hôtels de plus en plus miteux, en repas de moins en moins chauds »). La mise en scène immerge le spectateur dans la situation du personnage : celui-ci n’apparaît jamais, mais montre les rues de Paris à travers « ses yeux », tandis que la voix Bernard Blancan décrit ses pensées à la deuxième personne du singulier comme s'il se parlait à lui-même en se tutoyant. Cette narration permet de voir son regard sur sa propre situation évoluer, en commençant par le déni, persuadé que sa mise en marge de la société est un choix (« tu marches sans but, immensément libre »), puis la prise de conscience de sa dure réalité (« pesé, emballé, étiqueté : tu es un clochard avec le tampon en plein milieu du front »).
La voix off décrit la détérioration de ses conditions de vie, confrontée au froid, à la faim, à la peur de ne pas trouver d'endroit où dormir, et ainsi à ses multiples privations de sommeil. Le film dénonce par ce biais le mobilier urbain anti-SDF que le personnage semble découvrir maintenant qu'il en est la cible, et les tensions entre les sans-abris du fait de la raréfaction des endroits abrités de la pluie et du vent pour lesquels ils entrent en concurrence. Le récit décrit aussi la détérioration de sa santé mentale, son incapacité à réfléchir du fait de son obsession pour la survie qui paradoxalement côtoie des pensées suicidaires, et sa perte de notion du temps (« ça commence un jour, ça commence ou ça finit, à vrai dire tu ne sais pas »). Cette confusion mélange ses réflexions sur le présent à ses souvenirs de son ancienne vie remontant jusqu'à son enfance, provoquant une stupeur face au constat de sa chute inarrêtable, que le mouvement permanent de la caméra se déplaçant à reculons dans la rue semble illustrer.
Son changement de perception de lui-même indique que son exclusion sociale n'est plus seulement économique et matérielle, elle est décrite dans nouveau regard sur le monde où il se sent devenu invisible et étranger.

## Fiche technique
- Titre : Être vivant
- Réalisation : Emmanuel Gras
- Scénario : Emmanuel Gras
- Photographie : Benjamin Fatras
- Son : Manuel Vidal
- Montage : Karen Benainous et Emmanuel Gras
- Musique : Michel Nassif
- Production : Bathysphère Productions
- Pays d’origine :  France
- Durée : 17 minutes
- Date de sortie : France - 17 décembre 2013

## Distribution
- Bernard Blancan : voix

## Critiques
La journaliste Sophie Caillat décrit dans Le Nouvel Obs « une ode littéraire à la deuxième personne du singulier, et un long travelling esthétique dans Paris », ainsi qu'un court-métrage « aussi glaçant qu’efficace ». Elle en fait également l'éloge du message d'une œuvre qui « nous parle de la ville, telle que nous ne voulons pas la voir ».

## Distinctions
- Prix du public du court métrage au Festival du film de Belfort - Entrevues[2]